# Neanotis prainiana
Neanotis prainiana là một loài thực vật có hoa trong họ Thiến thảo. Loài này được (Talbot) W.H.Lewis mô tả khoa học đầu tiên năm 1966.